# Valadares (Monção)
Valadares is een plaats (freguesia) in de Portugese gemeente Monção en telt 218 inwoners (2001).